# Kristina Gern
Kristina Alexandrovna Gern, född 9 maj 1990 i Leningrad i Sovjetunionen, är en rysk-svensk DJ.

## Biografi
Kristina Gern är DJ på radiostationen NRJ. Programmet "NRJ At The Club" sänds fredagar och lördagar mellan kl 18 och 02. Kristina gör även mixad dj-show på den slovenska radiostationen Hit Radio Center Hon tidigare gjort DJ-shower och medverkat i olika tv- och radioprogram på TV4, The Voice, Power Hit Radio, East FM, Radioseven, Sveriges Radio P4.
Kristina började  producera egen musik vid 15 år ålder  och som 18 åring tog DJ-karriären fart med framträdanden på festivaler och nattklubbar runt om i Europa och även på Winter Music Conference i Miami.
Åren 2011–2015 turnerade hon med gruppen Female DJ Revolution  som tillsammans gjorde framträdanden på bland annat Bråvalla-festival, Stockholm Pride och efterfesten för Grammisgalan på Café Opera i Stockholm.